# Kanton Saint-Remy-en-Bouzemont-Saint-Genest-et-Isson
Kanton Saint-Remy-en-Bouzemont-Saint-Genest-et-Isson (fr. Canton de Saint-Remy-en-Bouzemont-Saint-Genest-et-Isson) byl francouzský kanton v departementu Marne v regionu Champagne-Ardenne. Tvořilo ho 20 obcí. Zrušen byl po reformě kantonů 2014.

## Obce kantonu
- Ambrières
- Arrigny
- Arzillières-Neuville
- Blaise-sous-Arzillières
- Brandonvillers
- Châtelraould-Saint-Louvent
- Châtillon-sur-Broué
- Drosnay
- Écollemont
- Giffaumont-Champaubert
- Gigny-Bussy
- Hauteville
- Landricourt
- Lignon
- Margerie-Hancourt
- Outines
- Les Rivières-Henruel
- Saint-Chéron
- Sainte-Marie-du-Lac-Nuisement
- Saint-Remy-en-Bouzemont-Saint-Genest-et-Isson